# Tybi
Dans l'Égypte antique, Tybi qui signifie l'offrande est le cinquième mois du calendrier nilotique (basé sur la crue du Nil) et le premier mois de la saison de Peret.
Ce mois correspond à novembre-décembre.